# Возобновляемые ресурсы
Возобновляемые ресурсы — природные ресурсы, запасы которых или восстанавливаются быстрее, чем используются, или не зависят от того, используются они или нет (неисчерпаемые ресурсы). Это довольно расплывчатое определение, и в понятие «возобновляемые ресурсы» в разных контекстах могут включаться разные виды ресурсов. Термин был введён в обращение как противопоставление понятию «невозобновляемые ресурсы» (ресурсы, запасы которых могут быть исчерпаны уже в ближайшее время при существующих темпах использования).
Многие ресурсы, которые относят к возобновляемым, на самом деле не восстанавливаются и когда-нибудь будут исчерпаны. В качестве примера можно привести солнечную энергию. С другой стороны, при достаточном развитии технологии, многие ресурсы, которые традиционно считаются невозобновляемыми, могут быть восстановлены. Например, металлы можно использовать повторно. Ведутся исследования по переработке изделий из пластика.

Солнечно-ветровая энергоустановка

Возобновляемые источники энергии (ВИЭ) — в современной мировой практике к ВИЭ относят: гидро, солнечную, ветровую, геотермальную, гидравлическую энергии, энергию морских течений, волн, приливов, температурного градиента морской воды, разности температур между воздушной массой и океаном, тепла Земли, биомассу животного, растительного и бытового происхождения.
Существуют различные мнения о том, к какому типу ресурсов следует относить ядерное топливо. Запасы ядерного топлива с учётом возможности его воспроизводства в реакторах-размножителях, огромны, его может хватить на тысячи лет. Несмотря на это его обычно причисляют к невозобновляемым ресурсам, поскольку замкнутый топливный цикл ещё не достигнут, а его внедрение очень дорого и имеет риски для экологии.
Некоторые виды возобновляемых ресурсов:
- Питьевая вода
- Топливо, получаемое в результате переработки растений: спирт, биогаз, биодизель
- Древесина
- Бумага